# Юмілейді Кумба
Юмілейді Кумба (ісп. Yumileidi Cumbá Jay, нар. 11 лютого 1975, Гуантанамо, Куба) — кубинська легкоатлетка, що спеціалізується на штовханні ядра, олімпійська чемпіонка 2004 року.

## Кар'єра
| Рік              | Змагання                         | Місто                                   | Місце            | Дисципліна       | Примітки         |
| Представник Куба | Представник Куба                 | Представник Куба                        | Представник Куба | Представник Куба | Представник Куба |
| ---------------- | -------------------------------- | --------------------------------------- | ---------------- | ---------------- | ---------------- |
| 1992             | Чемпіонат світу серед юніорів    | Сеул, Південна Корея                    | 4                | штовхання ядра   | 17.06 м          |
| 1994             | Чемпіонат світу серед юніорів    | Лісабон, Португалія                     | 2                | штовхання ядра   | 18.09 м          |
| 1995             | Панамериканські ігри             | Мар-дель-Плата, Аргентина               | 3                | штовхання ядра   | 18.48 м          |
| 1995             | Чемпіонат світу                  | Гетеборг, Швеція                        | 20               | штовхання ядра   | 15.80 м          |
| 1996             | Олімпійські ігри                 | Атланта, США                            | 13 (кв.)         | штовхання ядра   | 18.55 м          |
| 1999             | Чемпіонат світу в приміщенні     | Маебасі, Японія                         | 6                | штовхання ядра   | 17.80 м          |
| 1999             | Універсіада                      | Пальма, Іспанія                         | 2                | штовхання ядра   | 18.70 м          |
| 1999             | Панамериканські ігри             | Вінніпег, Канада                        | 2                | штовхання ядра   | 18.67 м          |
| 1999             | Чемпіонат світу                  | Севілья, Іспанія                        | 6                | штовхання ядра   | 18.44 м          |
| 2000             | Олімпійські ігри                 | Сідней, Австралія                       | 6                | штовхання ядра   | 18.60 м          |
| 2001             | Чемпіонат світу в приміщенні     | Лісабон, Португалія                     | 5                | штовхання ядра   | 18.61 м          |
| 2001             | Чемпіонат світу                  | Едмонтон, Канада                        | 8                | штовхання ядра   | 18.73 м          |
| 2001             | Універсіада                      | Пекін, Китай                            | 1                | штовхання ядра   | 18.90 м          |
| 2003             | Чемпіонат світу в приміщенні     | Бірмінгем, Англія                       | 6                | штовхання ядра   | 19.19 м          |
| 2003             | Панамериканські ігри             | Санто-Домінго, Домініканська Республіка | 1                | штовхання ядра   | 19.31 м          |
| 2003             | Чемпіонат світу                  | Париж, Франція                          | 13 (кв.)         | штовхання ядра   | 17.95 м          |
| 2004             | Чемпіонат світу в приміщенні     | Будапешт, Угорщина                      | 2                | штовхання ядра   | 19.31 м          |
| 2004             | Олімпійські ігри                 | Афіни, Греція                           | 1                | штовхання ядра   | 19.59 м          |
| 2005             | Чемпіонат світу                  | Гельсінкі, Фінляндія                    | 4                | штовхання ядра   | 18.64 м          |
| 2005             | Всесвітній легкоатлетичний фінал | Монте-Карло, Монако                     | 7                | штовхання ядра   | 18.44 м          |
| 2006             | Чемпіонат світу в приміщенні     | Москва, Росія                           | 5                | штовхання ядра   | 18.28 м          |
| 2006             | Всесвітній легкоатлетичний фінал | Штутгарт, Німеччина                     | 4                | штовхання ядра   | 18.78 м          |
| 2007             | Панамериканські ігри             | Ріо-де-Жанейро, Бразилія                | 2                | штовхання ядра   | 18.28 м          |
| 2007             | Чемпіонат світу                  | Осака, Японія                           | 12               | штовхання ядра   | 17.93 м          |
| 2008             | Олімпійські ігри                 | Пекін, Китай                            | 20 (кв.)         | штовхання ядра   | 17.60 м          |